# Яннік Борель
Яннік Борель (фр. Yannick Borel; нар. 5 листопада 1988 року, Пуент-а-Пітр, Гваделупа, Франція) — французький фехтувальник на шпагах, олімпійський чемпіон 2016 року в командній шпазі, срібний призер Олімпійcьких ігор 2024 року в індивідуальній шпазі, п'ятириразовий чемпіон світу та шестириразовий чемпіон Європи, чемпіон Європейських ігор.

## Виступи на Олімпіадах
| Олімпіада           | Дисципліна          | Місце |
| ------------------- | ------------------- | ----- |
| Лондон 2012         | індивідуальна шпага | 7     |
| Ріо-де-Жанейро 2016 | індивідуальна шпага | 5     |
| Ріо-де-Жанейро 2016 | командна шпага      | 1     |
| Токіо 2020          | індивідуальна шпага | 17    |
| Токіо 2020          | командна шпага      | 5     |
| Париж 2024          | індивідуальна шпага | 2     |
| Париж 2024          | командна шпага      | 4     |